# Phasia indica
Phasia indica är en tvåvingeart som först beskrevs av Louis-Paul Mesnil 1953.  Phasia indica ingår i släktet Phasia och familjen parasitflugor. Inga underarter finns listade i Catalogue of Life.